# Стары-Брус
Стары-Брус (пол. Stary Brus) — деревня в Влодавском повете Люблинского воеводства Польши. Административный центр гмины Стары-Брус. Находится примерно в 19 км к западу от центра города Влодава. По данным переписи 2011 года, в деревне проживало 414 человек.
В 1975—1998 годах деревня входила в состав Хелмского воеводства.

## Население
Демографическая структура по состоянию на 31 марта 2011 года:
|         | Всего | До трудоспособного возраста | Трудоспособного возраста | Старше трудоспособного возраста |
| ------- | ----- | --------------------------- | ------------------------ | ------------------------------- |
| Мужчины | 204   | 38                          | 150                      | 16                              |
| Женщины | 210   | 41                          | 123                      | 46                              |
| Всего   | 414   | 79                          | 273                      | 62                              |